# Yvon Chotard (avocat)
Pour les articles homonymes, voir Chotard.
Yvon Chotard, né en août 1946 à Guérande, est un avocat, homme politique et dirigeant associatif. Après avoir été un leader syndical étudiant lors de Mai 68 à Nantes et un animateur du courant d'idées situationniste, il sera avocat sur plusieurs procès très médiatisés, adjoint au maire de Nantes, Jean-Marc Ayrault puis président de l'association Les Anneaux de la mémoire et sous l'égide de l'UNESCO, membre du conseil scientifique du projet La route des esclaves.

## Biographie

### Origine
Yvon Chotard est né en août 1946 à Guérande. Son père est dessinateur industriel aux chantiers navals de Saint-Nazaire. Vivant dans une famille catholique et ouvrière, il effectue sa scolarité à l'école catholique primaire Saint-Jean à Pornichet. Influencé par son oncle et parrain et voulant devenir prêtre, il va ensuite étudier à Beaupréau au petit séminaire des Missions étrangères de Paris. Il commence à se questionner sur ses croyances et à se révolter contre son modèle d'éducation familiale. Il rejoint ensuite le lycée mixte Aristide-Briand de Saint-Nazaire. Élu délégué lycéen, il fait connaissance, lors d'un conseil d'administration du Lycée, de Gabriel Cohn-Bendit, professeur d'allemand et frère de Daniel Cohn-Bendit. Il s'inscrit en 1965 à la faculté de Droit et de Lettres de Nantes en philosophie-latin-grec, puis Lettres classiques.
Il commence ses activités militantes dès le lycée au sein de la Jeunesse Étudiante Catholique, tout en s'intéressant à l'Hindouisme et à Gandhi, et par antimilitarisme, au statut des objecteurs de conscience ce qui l'amène à fréquenter intellectuellement les anarchistes et notamment Louis Lecoin vers 1963. Il participe ensuite à des camps de travail internationaux en Autriche et Hollande pendant les vacances.

### La jeunesse étudiante lors de Mai 68 à Nantes
À Nantes, sur le campus nord, les étudiants, issus de milieux modestes, arrivent du Finistère, de Vendée, du Morbihan alors que dans le centre-ville, ceux de médecine et pharmacie, proviennent de familles plus aisées. Yvon Chotard se sent plus proche des premiers, qui occupent les résidences universitaires, comme son ami Juvénal Quillet, président de l'association des résidences universitaires, en réclamant la mixité avec humour, et en manifestant avec les ouvriers en ville. Ils vont aussi donner des coups de main dans les piquets de grève de Saupiquet, Sud-Aviation, Batignolles.
Les principaux situationnistes strasbourgeois sont présents lors de l'assemblée générale de l'UNEF qui se tient le 14 janvier 1967. Yvon Chotard les rencontre à cette occasion et se montre sensible au programme proposé par leur représentant, André Vayr-Piova: fermeture des B.A.P.U., perturbation de cours et «tomatage» de professeurs, distribution de bandes-dessinées détournées et de tracts subversifs.
Fin 1967 paraissent les livres situationnistes  La Société du spectacle de Guy Debord, et le Traité de savoir-vivre à l'usage des jeunes générations de Raoul Vaneigem.
Une « bande de joyeux anarchistes » va prendre ainsi le « contrôle de toutes les bureaucraties » à Nantes : la Mnef, alors présidée par Patrick Rimbert, futur premier adjoint de Jean-Marc Ayrault, l'Agen-Unef et l'association des résidents universitaires. Ils s’emparent en particulier en mai 1967 du bureau de l’Agen-Unef, dont Yvon Chotard devient président, puis à la fin 1967, de la Mutuelle nationale des étudiants de France. La Mnef de Nantes soutient en décembre 1967 l’occupation des cités universitaires, pour obtenir l’assouplissement du règlement intérieur, c’est-à-dire la liberté politique, dans les locaux et le droit à la liberté sexuelle dans les cités universitaires.
Dans la soirée du 13 décembre 1967, doit se dérouler un débat sur la sexualité au restaurant universitaire de la Place Ricordeau, au cours duquel les situationnistes distribuent un tract analysant les tonus estudiantins comme un exutoire sexuel. Le lendemain, le 14 décembre après la proclamation du résultat des élections au bureau de la MNEF, qui consacre le triomphe de l'AGEN UNEF, la FNEF n'avant pas été capable de présenter une liste, et après la projection au CinéClub de l'AGEN du film brésilien Le Dieu noir et le diable blond, plusieurs militants se réunissent dans un café près du Pont Saint Mihiel et décident d'envahir la Cité Chanzy, dans laquelle se donnait un bal organisé par l'administration et accessible seulement sur carte d'invitation.
Le 18 décembre 1967, c'est la cité Casternau qui est occupée. Le lendemain trois militants reviennent apporter un paquet de tracts à une résidente et sont interpellés par la police. Plusieurs centaines de résidents se rendent alors dans la résidence universitaire Fresche Blanc à Nantes. Le même 18 décembre 1967, la police intervient et un mouvement de soutien s’organise autour de l’Unef, regroupant la CGT, la CFDT, la CGT-FO et le Snes. Dès le lendemain, ils se regroupent et réussissent même à faire partir la police du restaurant universitaire.
La veille, dans une lettre à Yvon Chotard du 17 décembre 1967, sur papier à en tête de l'Internationale situationniste est évoquée la situation à Nantes. La correspondance de Guy Debord, leader de l'Internationale situationniste fait plus tard l'éloge de l'action d'Yvon Chotard et de sa connaissance de Nantes.
Les leaders nantais occupent leurs vacances de Noël à nouer des contacts avec les dirigeants parisiens de l'UNEF et surtout avec les situationnistes de Nanterre. Yvon Chotard se rapproche ainsi au tout début de 1968, un an après les contacts avec les Strasbourgeois, du petit groupe d'agitateurs qui va contribuer, du côté parisien cette fois, au mouvement des occupations de Mai 1968 en France, sous le nom d’Enragés. Ce rapprochement fait dire au recteur de Nantes, en avril 1968, au journal Combat : « Les situationnistes de Strasbourg, c'est moi qui en ai hérité ». Un tract sous forme de B.D. est fait par les étudiants de l’UNEF et les élèves des beaux-arts produisent des travaux critiquant les médias de l’époque.
Avec Yves Rocton, leader la section FO de Sud-Aviation, et Juvénal Quillet, président de l'association des résidences universitaires, Chotard s'adresse aux étudiants lors de prises de paroles pendant le rassemblement commun AGEN-FO devant le restaurant universitaire Ricordeau, près de l'Hôtel Dieu, le 28 mai 1968.

### Les suites de Mai 68, le «Conseil de Nantes» et Guy Debord
Pendant tout le mouvement de Mai 68 à Nantes, les situationistes revendiqués mettent en avant le fonctionnement sous forme de conseils réunissant toute la population. Après l'été 1968, avec ses copains, il quitte la mutuelle, le syndicat et les autres associations pour fonder un petit groupe politique radical qu’ils appelleront « le Conseil de Nantes », devenu officiel en 1969 avec une totale autonomie, qui se considère comme semi-situationniste et en rupture avec l'Internationale situationniste.
Entre-temps, à l'automne 1968, après une fête trop arrosée et quelques invectives de trop dans la rue, les policiers le placent en détention provisoire avant qu’il soit jugé quelques jours plus tard. Il est alors condamné à de la prison avec sursis. C'est le moment où  l'Internationale situationniste  s'inquiète de l'attitude d'un autre nantais, plus gravement impliqué dans l'altercation car il a besoin de quitter la France, et que la police tente, sans succès de convaincre d'espionner Yvon Chotard.
Puis il se désintéresse, comme son ami Juvénal Quillet, de ce « Conseil de Nantes » à l'époque où l'Internationale situationniste a rompu toute relation avec tous les membres du « Conseil de Nantes »,, accusés d'avoir fondé une structure sans réelle base ouvrière et dans une certaine confusion, et surtout de ne pas avoir aidé à répondre à un livre consacré à Nantes en 1968 et diffamant un situationniste strasbourgeois. La rupture entre les nantais et l'IS est consacrée par une lettre du 21 juin 1969, signée par René Riesel, Patrick Cheval et Guy Debord. Dans une autre lettre titrée "Chers camarades", du 6 juillet 1970, l'Internationale situationniste affirme qu'Yvon Chotard est toujours membre de ce « Conseil de Nantes ».

### La carrière d'avocat
Il travaille comme agent de voyage spécialisé dans l'Europe de l'Est, pour financer ses études qu'il reprend en droit. 
Avocat au barreau de Nantes, où il entre en stage en décembre 1975, il a longtemps assuré la défense du négationniste Robert Faurisson. Dans ce cadre, le MRAP (Mouvement contre le racisme et pour l'amitié entre les peuples) considère alors que Me Chotard ne peut à la fois lutter contre le racisme et défendre M. Faurisson dont " les thèses soi-disant scientifiques représentées par lui et les groupes néo-nazis s'inscrivent dans une campagne plus générale de réhabilitation du nazisme et de haine contre ses victimes ". De son côté Yvon Chotard rejoint les positions de Noam Chomsky sur la défense de la liberté d'expression, et affirme clairement ne pas partager les thèses de M. Faurisson.
Il intervient dans des procès très médiatisés, comme celui de Tony Meilhon où il assiste la mère de l'accusé ou encore l'affaire Marion Rousset (adolescente de 14 ans assassinée) où il est avocat d'une des victimes.
Après 44 ans de barreau et plus de 150 procès d'assise, il prend sa retraite d'avocat mais continue de s'investir dans l'association «Les anneaux de la mémoire».

### Association «Les anneaux de la mémoire»
Yvon Chotard est un des membres fondateurs (Président-fondateur) de l’association Les Anneaux de la mémoire, qui a pour vocation de faire connaître au grand public l’histoire des traites négrières et de l’esclavage. Il organise la première exposition internationale sur la Traite Négrière et l'esclavage en Europe intitulée 《Les Anneaux de la mémoire》qui entre 1992 et 1994, accueille 400 000 visiteurs au château des ducs de Bretagne de Nantes,.
Son but est de traiter des conséquences actuelles de l'esclavage et de la traite, dans la perspective de promouvoir de nouveaux échanges, équilibrés et équitables, entre les sociétés d’Afrique, d’Amérique et d’Europe. Les fondateurs des Anneaux ont voulu amener la population à affronter son histoire, persuadés qu'à Nantes comme ailleurs, « La mémoire est la santé du monde ». Sous sa présidence, l’association deviendra membre du comité scientifique du programme de l’UNESCO « La route de l’esclave ». Yvon Chotard sera également le directeur de publication des Cahiers des Anneaux de la Mémoire co-édité par l'UNESCO Paris et qui font partie de la Documentation de Référence par la Direction Générale des Outre-Mer.
Yvon Chotard participera comme membre du Comité Scientifique aux différents travaux de l'UNESCO sur les routes de l'esclavage avec présentations lors de congrès internationaux comme à Cuba en 1995.
Son implication sur ce sujet fera de lui un des 13 spécialistes de la commission mise en place par Régis Debray et qui remis le 《Rapport au ministre des affaires étrangères, M. Dominique de Villepin, du Comité indépendant de réflexion et de propositions sur les relations franco-haïtiennes》. Yvon Chotard fait aussi partie des personnalités nantaises siégeant à la Fondation pour la Mémoire de l'esclavage (fondée en 2019),.

Après 27 années de présidence, il est désormais trésorier de l'association (2021)

### La carrière politique
Yvon Chotard s'est présenté aux législatives, en 1997, avec un succès d'estime et un score, 3,14 %. Yvon Chotard est ensuite en 1997 l'avocat de Jean-Marc Ayrault, député-maire de Nantes et président du groupe socialiste à l'Assemblée, quand ce dernier est condamné en correctionnelle à six mois de prison avec sursis et 30 000 francs d'amende pour octroi d'avantage injustifié, terme juridique du délit de favoritisme.
Il a ensuite servi, en tant que responsable des relations internationales, le maire  Jean-Marc Ayrault. Avant d’intégrer l’équipe de Jean-Marc Ayrault, il a selon lui "demandé l’autorisation" à ses "copains de mai 68".
Yvon Chotard est aussi connu dans la ville comme le porteur du projet de Port Liberté sur l'île de Nantes mais aussi un "contre-projet" s'opposant au Mémorial de l'abolition de l'esclavage, voulu par le maire Jean-Marc Ayrault. Il est adjoint au maire divers gauche, entre 1989 et 2007, année au cours de laquelle il a cependant été « remercié » par Jean-Marc Ayrault. « Il m'a convoqué lundi. Il avait décidé mon départ et c'était net et sans appel », explique alors Yvon Chotard, qui rejoint Sophie Jozan, candidate UMP à la mairie de la ville, en position éligible sur sa liste, pour les municipales de 2008,,. Élu au printemps 2008 en 8e position dans les rangs de l'opposition, Yvon Chotard décide immédiatement de ne pas siéger pas au conseil municipal et de céder sa place.
Entre temps, il a été président de l'Office de tourisme de Nantes-Métropole. Aux législatives de 2012, il se présente sous les couleurs du Centre pour la France, qui regroupe des élus MoDem, d'ex-militants Europe Écologie ou des membres du Nouveau Centre. Sa candidature est soutenue par le Modem de Nantes. Lors de la campagne électorale, il se présente comme un homme « de gauche » mais précise qu'il n'a jamais été encarté dans un parti, pas plus au PS qu'au Modem et a salué le « courageux choix » de François Bayrou de voter pour François Hollande au second tour de la présidentielle de 2012.